# Leftfield
I Leftfield sono un gruppo di musica elettronica britannico, pioniere del genere progressive house.

## Storia

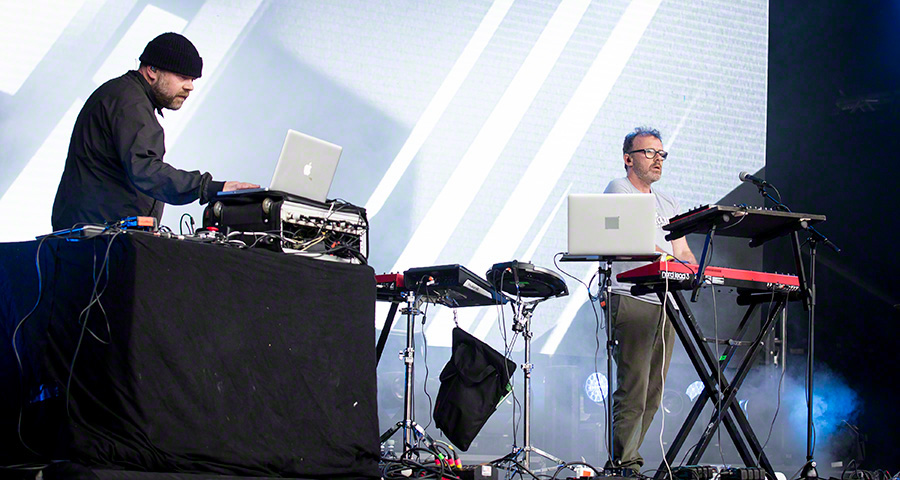
I Leftfield durante un concerto nel 2016

I Leftfield vennero fondati a Londra nel 1989. Erano originariamente composti da Paul Daley, ex membro degli Elephant Stampede e della London School of Samba, e Neil Barnes, che aveva militato negli A Man Called Adam.
Dopo aver debuttato con il singolo Not Forgotten (1990), inaugurarono la loro etichetta Hard Hands e incisero Release the Pressure (1992), destinato ad avere grande successo nella scena elettronica di nicchia londinese prima ancora di entrare nelle classifiche britanniche. Altro brano di successo firmato dal duo è Open Up (1993), una collaborazione con John Lydon dei Sex Pistols.
Il primo album Leftism (1995) conta la presenza di molti ospiti (Tony Halliday, DjumDjum, Lemm Sissay) e, oltre a ricevere giudizi entusiastici dalla stampa musicale, vendette mezzo milione di copie nella sola Inghilterra. Seguì Rhythm and Stealth (1999).
Nel 2002 Daley e Barnes decisero di interrompere la loro collaborazione per concentrarsi sui loro progetti solisti. Nel 2010, Barnes discusse con Daley della possibilità di riesumare la band senza riuscire a convincere il compagno. Continuerà in solo a portare avanti la sigla Leftfield sia come dj sia discograficamente.
Negli anni 2010 uscirono l'album dal vivo Tourism (2010) e Alternative Light Source (2015), pubblicato sull'etichetta Infectious. In esso vi presero parte vari ospiti al canto come Channy Leaneagh (Poliça), Ofei, Tunde Adebimpe (TV on the Radio) e gli Sleaford Mods.

## Stile musicale
Pionieri nei campi della IDM e progressive house, uniscono sonorità house con influenze dub e reggae. Il loro stile downtempo ha ispirato un filone musicale che è stato identificato come leftfield, con diverse classifiche ad esso dedicate in varie riviste inglesi come DJ Magazine e Mixmag; genere che può essere accostato anche al più conosciuto chillout. Inoltre furono tra i primi insieme a The Chemical Brothers e Underworld, nel campo della musica elettronica, a collaborare con cantanti per includere parti vocali nei loro pezzi. La loro influenza si è fatta sentire nel genere elettronico fino ad essere definiti da Scott Kirkland dei Crystal Method come "La migliore band elettronica, punto".

## Formazione
- Paul Daley
- Neil Barnes

## Discografia

### Album in studio
- 1995 - Leftism
- 1999 - Rhythm and Stealth
- 2015 - Alternative Light Source
- 2022 - This Is What We Do

### Album dal vivo
- 2012 - Tourism

### Raccolte
- 1992 - Backlog
- 2000 - The Remixes
- 2005 - A Final Hit - Greatest Hits
- 2008 - Discover: Leftfield